# Noah Fant
Noah Fant (Omaha, 20 novembre 1997) è un giocatore di football americano statunitense che milita nel ruolo di tight end per i Seattle Seahawks della National Football League (NFL).

## Carriera universitaria
Fant al college giocò a football con gli Iowa Hawkeyes dal 2016 al 2018. Nell'ultima stagione fu inserito nella formazione ideale della Big Ten Conference.

## Carriera professionistica

### Denver Broncos
Fant fu scelto nel corso del primo giro (20º assoluto) del Draft NFL 2019 dai Denver Broncos. Debuttò come professionista partendo come titolare nella gara del primo turno contro gli Oakland Raiders ricevendo 2 passaggi per 29 yard dal quarterback Joe Flacco. Nel 4 turno mise a segno il suo primo touchdown nella partita persa in casa contro i Jacksonville Jaguars. La prima partita di alto livello la disputò nel nono turno, segnando un touchdown e ricevendo 115 yard dal quarterback di riserva Brandon Allen.
La sua stagione da rookie si concluse con 40 ricezioni per 562 yard e 3 touchdown, venendo inserito nella formazione ideale dei rookie della Pro Football Writers Association..

### Seattle Seahawks
L'8 marzo 2022 Fant fu ceduto ai Seattle Seahawks nell'ambito dello scambio che portò il quarterback Russell Wilson a Denver. Il primo touchdown con la nuova maglia lo segnò nella vittoria esterna del quarto turno contro i Detroit Lions su passaggio di Geno Smith. La prima stagione a Seattle si concluse con 50 ricezioni per 486 yard e 4 touchdown disputando tutte le 17 partite, 16 delle quali come titolare.
Nel 2023 Fant giocó per la prima volta tutte le 17 partite come titolare ma terminò con i minimi in carriera per ricezioni (32) e yard ricevute (414), non segnando alcun touchdown.
L'11 marzo 2024 Fant firmò un nuovo contratto biennale del valore di 21 milioni di dollari.

## Palmarès
- PFWA All-Rookie Team - 2019